# (2996) Bowman
(2996) Bowman es un asteroide perteneciente al cinturón de asteroides, descubierto el 5 de septiembre de 1954 por el equipo de la Universidad de Indiana desde el Observatorio Goethe Link, Brooklyn (Estados Unidos).

## Designación y nombre
Designado provisionalmente como 1954 RJ. Fue nombrado Bowman en honor al astrónomo estadounidense Fred N. Bowman que nació el mismo día del descubrimiento.